# Сало

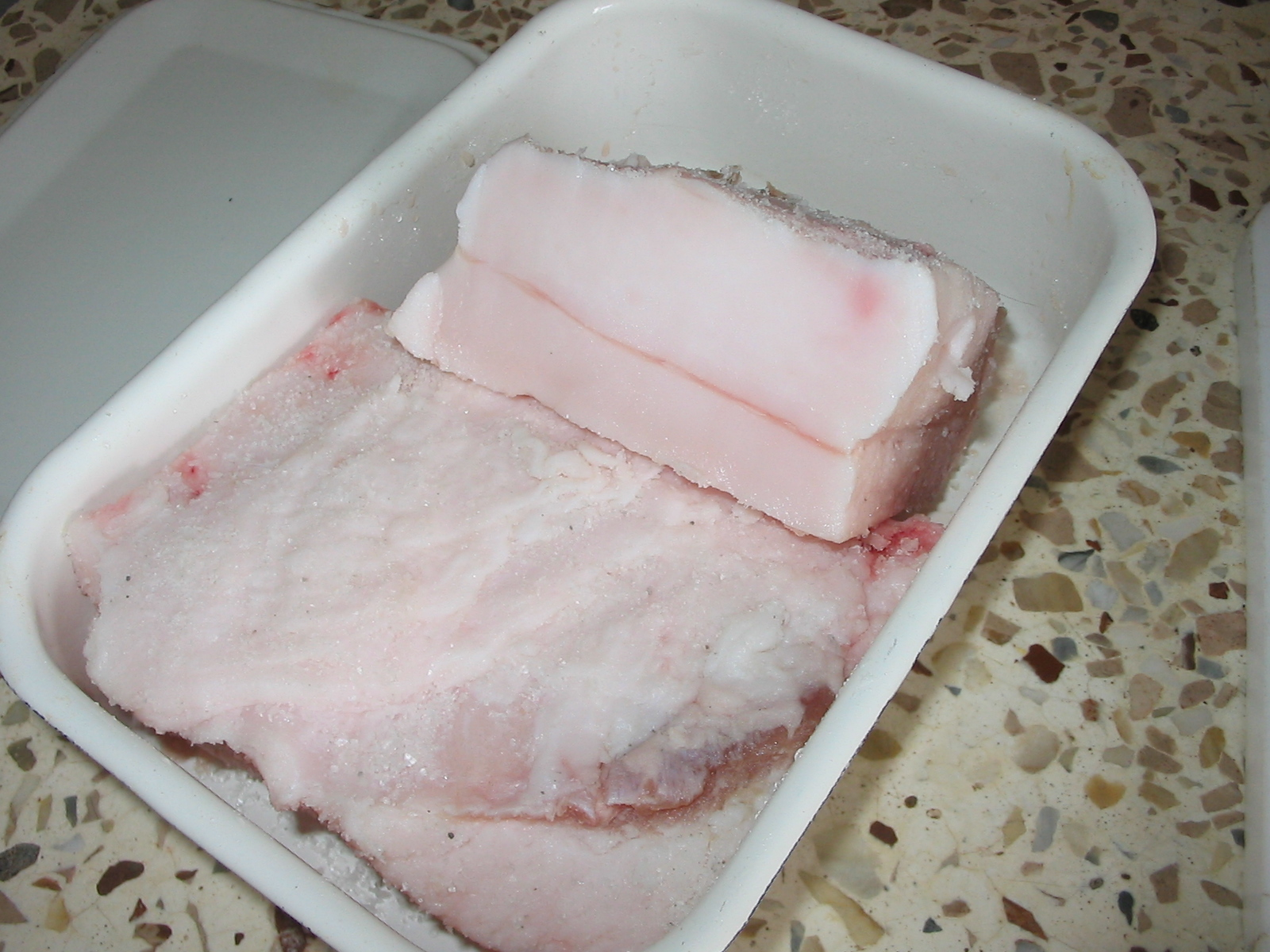
Сало свиняче, солене

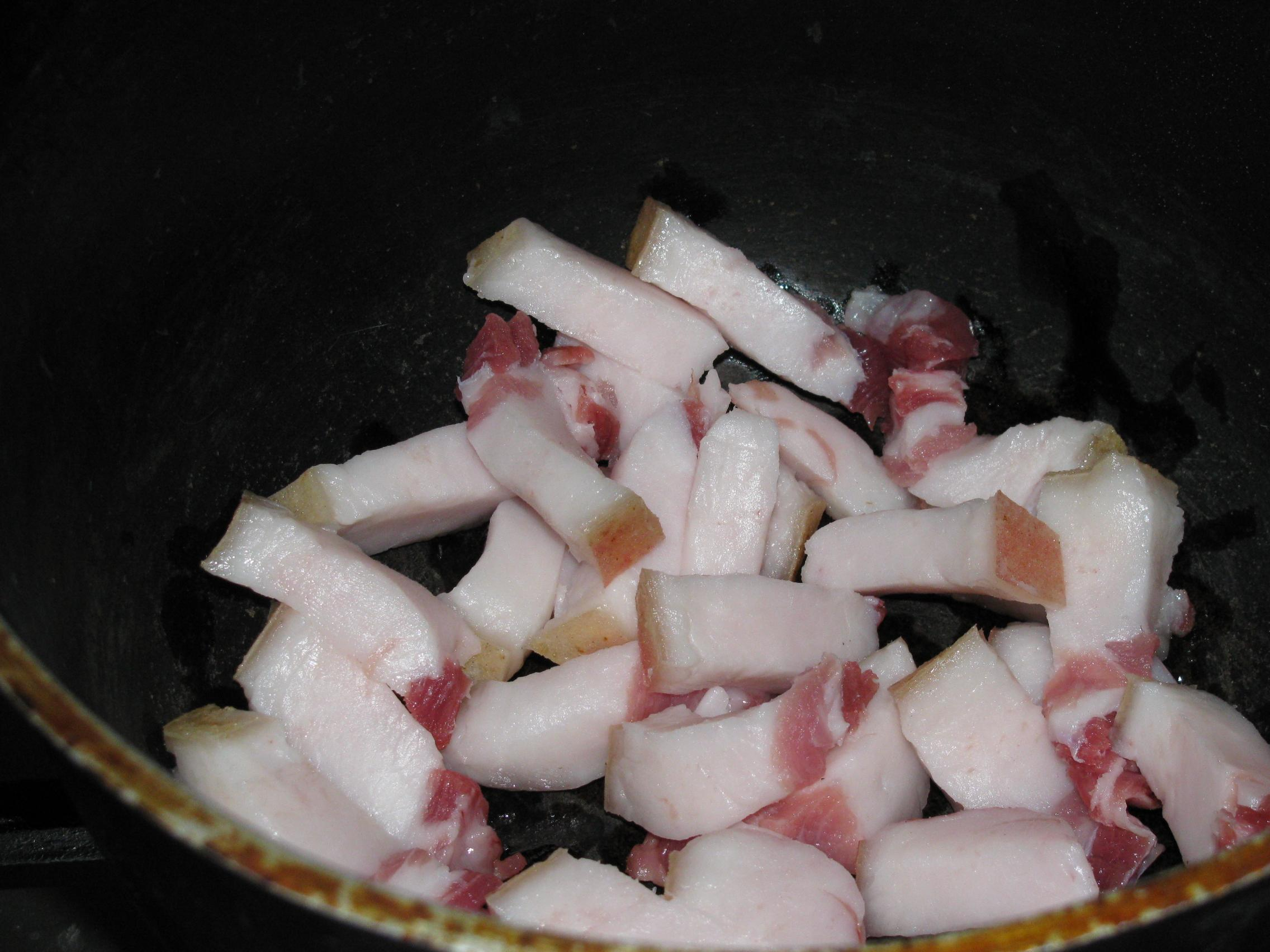
Сало свиняче, підготовлене для витоплення смальцю

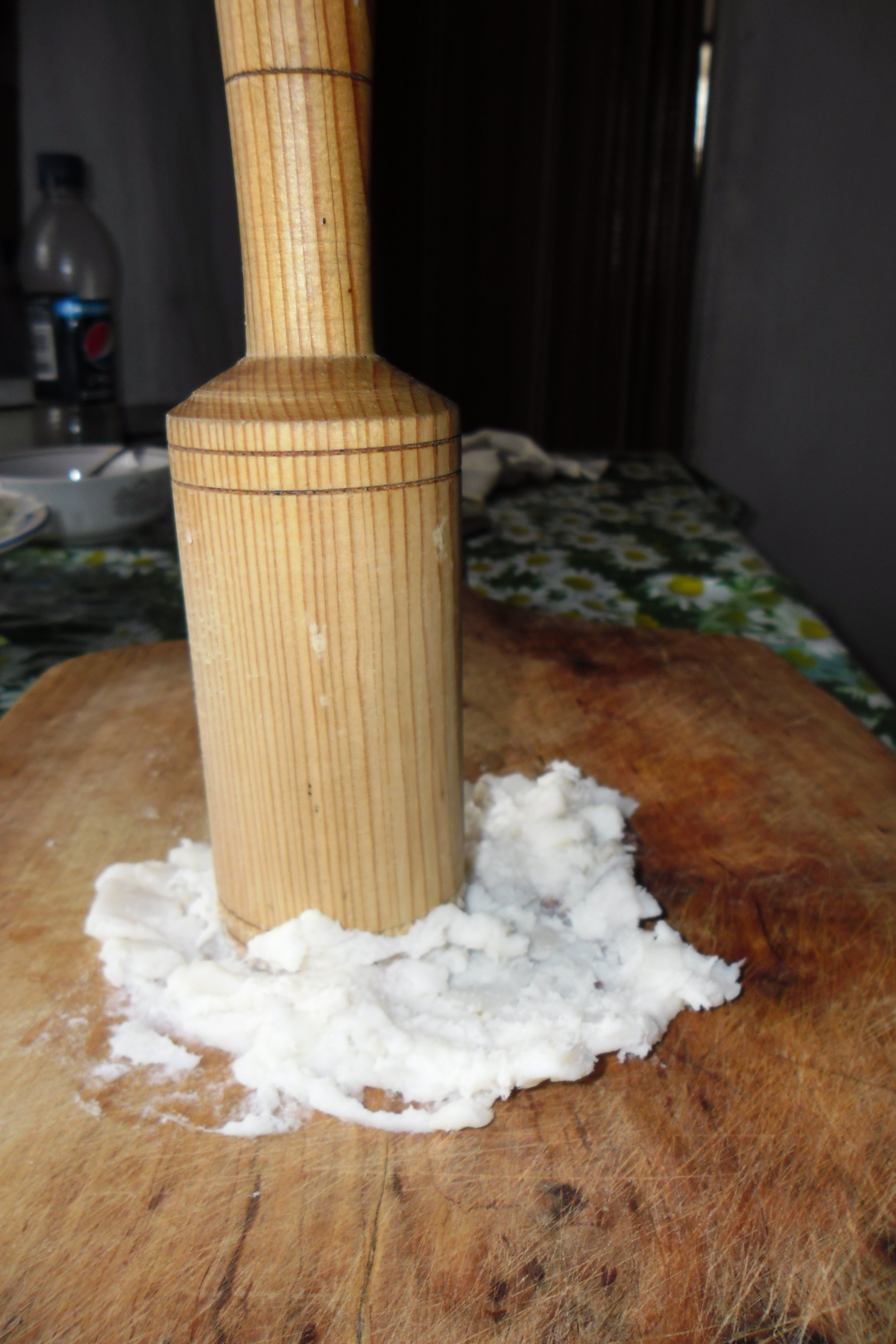
Заправка для борщу на основі сала

«Сало» перенаправляється сюди. Інші значення, див.: Сало (значення).
Са́ло — тваринний підшкірний жир, найчастіше свинячий. Молоде́ сало — свіже, ще не дуже просолене сало. Старе́ сало — дуже просолене сало, що зберігається тривалий час. Нутряне (середо́ве́) сало відоме як здір, топлене яловиче чи бараняче сало називають лоєм. Інколи, для назви солоного або копченого сала, використовують слово іншомовного походження — шпик.
В Україні та багатьох інших країнах є частиною традиційної національної кухні.
У минулі часи сало було дуже важливим елементом харчування завдяки своїй дуже високій харчовій цінності (770—870 ккал на 100 г), а також здатності зберігати свої властивості протягом тривалого часу без охолодження. Для цього сало засолюють. З сала витоплюють смалець та виробляють шкварки.
Сьогодні, коли поширюється здорове харчування з невеликим вмістом жирів, сало стає більше традиційною закускою на національному столі, ніж основною стравою.

## Етимологія
Слово сало походить від праслов'янського sadlo, пов'язане з saditi «садити, сідати» («те, що сідає на м'ясо»), пов'язується також з пракельт. saldi- ((ірл.) saill «солонина», saillim «солю»).

## Медична дія сала
Сало в залежності від способу відгодівлі містить 88—94 відсотки чистого жиру, який за рівнем засвоюваності йде нарівні з молочним і риб'ячим жирами. Біологічна активність сала в п'ять разів вища, ніж яловичого жиру. За вмістом інших незамінних жирних кислот (близько 10 %) свиняче сало переважає вершкове масло. Окрім того, сучасна наука стверджує, що якість свинячого сала поліпшується при топленні. А його споживання в поєднанні з овочевими салатами попередить розвиток атеросклерозу.
Доктор сільськогосподарських наук, академік Української академії аграрних наук і Російської академії сільськогосподарських наук, лауреат державних премій України Валентин Рибалко зазначає:
Хочу заперечити тим фахівцям, які особливо в останні роки стверджують, що сало свиней не має попиту, оскільки містить у собі багато холестерину, який відкладається в організмі людини. Слід нагадати: за результатами спеціальних досліджень виявлено, що в 100 грамах свинини міститься 60 міліграмів холестерину, яловичини — 67, телятини — 87, м'яса птиці — 113, маргарину — 186, вершкового масла — 244, білків курячого яйця — 1560, риб'ячого жиру — 5700. Тоді, як у свинячому салі є тільки сліди холестерину. Водночас воно містить у собі всі незамінні аміно- і жирні кислоти. Свіже сало зберігає всі свої біологічно цінні якості, не пошкоджені й не знищені грубою переробкою. Сучасною медициною встановлено, що сало сприяє виведенню з організму радіонуклідів і тому рекомендується з профілактичною метою, особливо в екологічно несприятливих зонах, щоденно його споживати жінкам по 45—50, а чоловікам — по 65—70 грамів.

Свиняче сало у предків українців вважалося незамінним при лікуванні багатьох захворювань, зокрема, зубного болю, болю у п'ятковій шпорі, суглобах.
у 2019 році в Національному природному парку «Кременецькі гори» проведено творчу зустріч-бесіду про користь здорового харчування, основною темою якої була користь споживання сала.

## Сало в Україні
В українській кухні сало набуло надзвичайної популярності.
На території України здавна вирощували свиней а також полювали на вепрів, з яких отримується сало. В «Руській правді» й уставних грамотах часів Київської Русі згадується про широке використання м'яса й сала свиней в порівнянні з іншими продуктами. Одним з факторів вибору Князя Володимира християнства над мусульманство, як релігії Київської Русі: «Но се ему бЂ не любо: … о неяденьи мясъ свиныхъ» («Повість минулих літ», 986 р.).
Існує думка, що сало мало перевагу над іншими продуктам за часів татарських навал оскільки свиней не забирали, адже мусульманам свинину не можна їсти, але існують твердження, що попри це татари заганяли свиней в якісь приміщення і спалювали.
Сало здавна було особливо популярним в українців. За частотою ужитку його можна порівняти з такими відомими національними стравами, як борщ, вареники, голубці, галушки. Сало є неповторною закускою в тому сенсі, що більшість народів вживає його переважно у вигляді смальцю, а українці їдять його шматками, часто з хлібом, часником та солоними овочами.
Йому віддавали перевагу, навіть не підозрюючи, що воно містить багато корисних речовин, необхідних людському організму. І, насамперед, — арахідонову кислоту, яка належить до цінних ненасичених жирів і бере участь в утворенні багатьох гормонів, а, отже, в холестериновому обміні, побудові клітинних мембран, допомагає роботі серцевого м'яза й знижує рівень холестерину. Навіть масло за своєю біологічною властивістю та вмістом жирних кислот поступається салу.
Згадка про сало й фіксація цього слова міститься у вірменському манускрипті VII століття «Опис хозарської трапези».
Сало є традиційним продуктом не тільки в Україні, але й у Росії та Білорусі. Проте найбільшими шанувальниками сала у великій кількості жартів, анекдотів та фольклорних історій виступають саме українці.
Щорічно 27 серпня в Україні відзначається День сала.

## В мистецтві
- У 2008 р. перше місце на фотоконкурсі газети «День» здобула світлина Любові Моторної «Це на п'ять». Ця фотографія також неодноразово використовувалася для ілюстрації статей газети[12][13][14]. Зображений на світлині шматок сала тримає українська поетеса, прозаїк і журналіст Тетяна Череп, яка працювала в той час директором Бобровицького районного історико-краєзнавчого музею.
- 2011 року у Львові художником Борисом Бергером було відкрито «перший і єдиний у світі» музей-ресторан «Сало»[en].[15][16]
- Відомий в Україні «співаючий ректор» Михайло Поплавський записав пісню «Сало».
- у 2019 році в Національному природному парку «Кременецькі гори» проведено творчу зустріч-бесіду про користь здорового харчування, основною темою якої була користь споживання сала[7].